# Perissopneumon tectonae
Perissopneumon tectonae är en insektsart som först beskrevs av Morrison 1927.  Perissopneumon tectonae ingår i släktet Perissopneumon och familjen pärlsköldlöss. Inga underarter finns listade i Catalogue of Life.